# Dang Phong

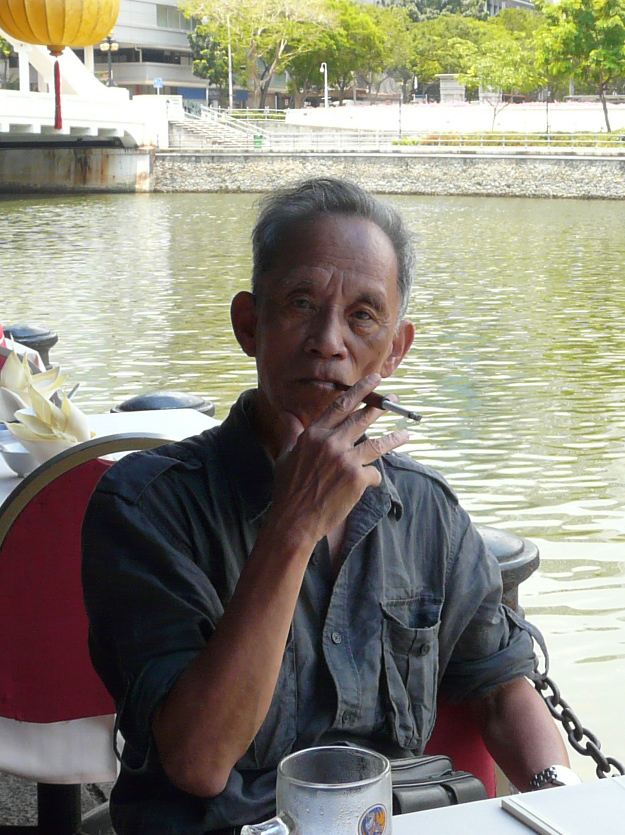
Dang Phong, em 2008.

Dang Phong (1937-2010), nascido na província de Ha Tay, Vietnã, é um historiador especializado em história econômica do Vietnã nos séculos XIX e XX. Ele se formou na Universidade de Hanói, na Faculdade de História, em 1960, e depois na National Economics University, Faculdade de Planejamento, em 1964, além de ter atuado no Instituto Agronômico de Montpellier (Institut Agronomique Méditerranéen de Montpellier) em 1991. Ele escreveu muitos artigos e livros sobre a história econômica do Vietnã durante o período de colonização francesa, sobre a história econômica do Vietnã do Sul - o período de economia planificada - e mais recentemente da reforma econômica no Vietnã.